# Sinseo-myeon
Sinseo-myeon (koreanska: 신서면) är en socken i den norra delen av Sydkorea, 70 km norr om huvudstaden Seoul.  Den ligger vid gränsen till Nordkorea i kommunen Yeoncheon-gun i provinsen Gyeonggi.